# آزمون والد
در آمار، آزمون والد (به انگلیسی: Wald test) یک آزمون فرض پارامتری با کاربردهای گوناگون برای آزمودن اینکه آیا پارامتر تخمین‌زده‌شده توسط نمونه برابر با پارامتر مورد نظر است یا نه.
به کمک آزمون والد می‌توان مقدار تخمین {\displaystyle {\hat {\theta }}} به‌دست آمده از طریق درست‌نمایی بیشینه را با مقدار پیشنهادی {\displaystyle \theta _{0}} مقایسه کرد. مقایسه براساس این فرض است که تفاوت این دو مقدار توزیع نرمال و توان دوم این اختلاف توزیع کی‌دو خواهد داشت. در حالت تک متغیره، آمارهٔ والد به صورت زیر تعریف می‌شود:
{\displaystyle {\frac {({\widehat {\theta }}-\theta _{0})^{2}}{\operatorname {var} ({\hat {\theta }})}}}
و با توزیع کی‌دو مقایسه می‌شود. می‌توان آمارهٔ زیر را نیز تعریف کرد و با توزیع نرمال مقایسه کرد:
{\displaystyle {\frac {{\widehat {\theta }}-\theta _{0}}{\operatorname {se} ({\hat {\theta }})}}}
که در آن  {\displaystyle \operatorname {se} ({\widehat {\theta }})} انحراف معیار تخمین است. تخمین معقولی از انحراف معیار خطا توسط {\displaystyle {\frac {1}{\sqrt {I_{n}(MLE)}}}} داده می‌شود که در آن {\displaystyle I_{n}} اطلاع فیشر پارامتر است.
آزمون نسبت درست‌نمایی روش دیگری برای آزمون فرض آماری است که نشان‌داده شده‌است در حالت حدی با آزمون والد برابر است.